# 八郎山
八郎山（はちろうやま/はちろうざん）は、徳島県那賀郡那賀町と海部郡美波町との境にある山である。標高918.9m。

## 地理
美波町の西端、那賀町（旧相生町）との境に位置し、標高918.9mは海部郡東部の最高峰、山頂に三角点がある。日和佐川・赤松川の源流になっている。